# Mk 41 (ミサイル発射機)

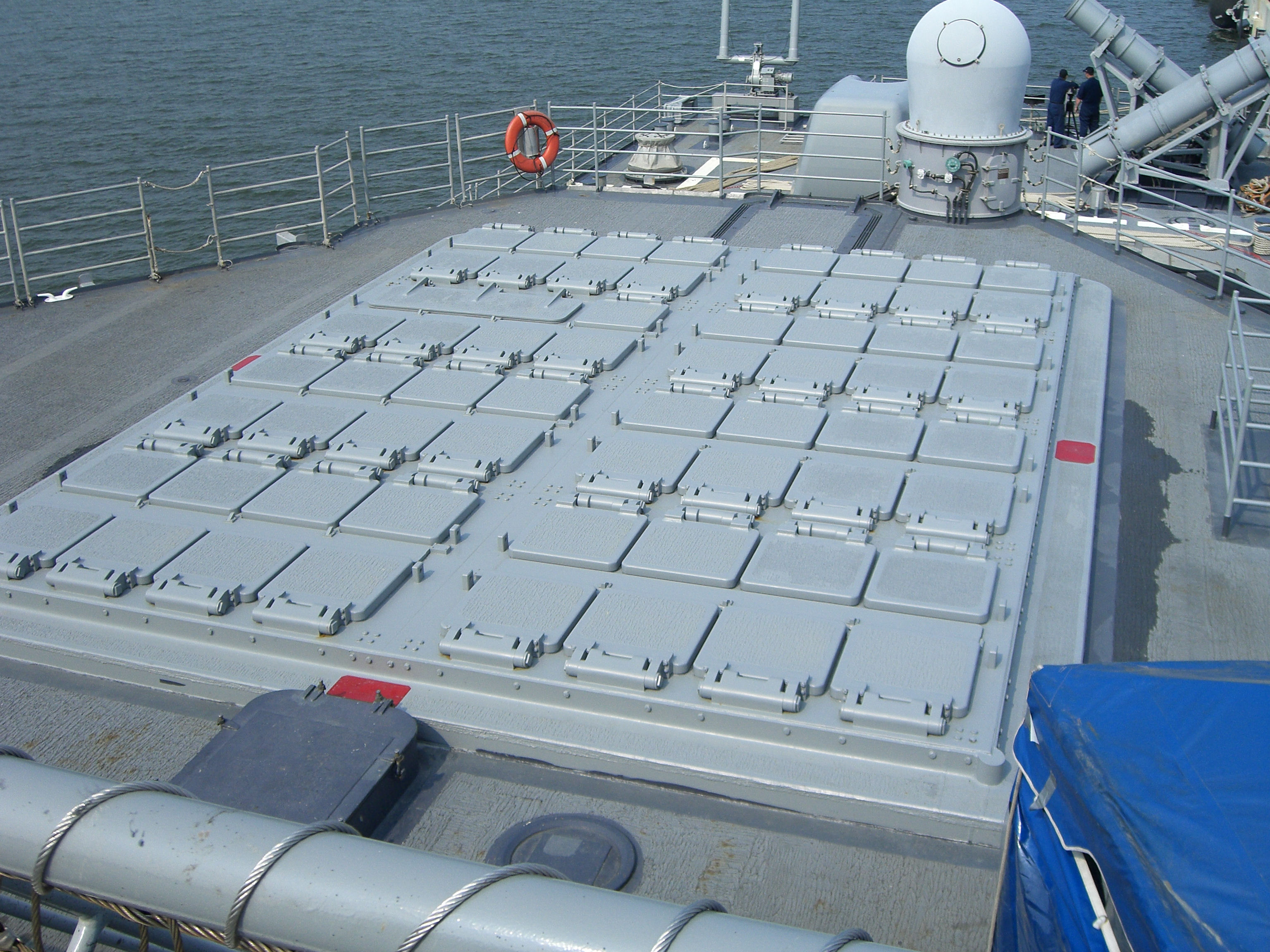
Mk 41 VLS上面、ミサイル・セルの蓋。

Mk.41 垂直発射システム（Mk.41 Vertical Launching System）は、世界的に広く用いられているミサイル発射システム。垂直発射方式を採用しており、スタンダード、トマホーク、VLAなど、幅広い種類のミサイルを運用することができる。
なお、ミサイル発射機単体としては別に制式番号を付与しており、厳密には、Mk 41とはミサイル発射システム全体に対する名称である。

## 来歴
Mk.41は、もともと、先進水上ミサイル・システム（ASMS）の開発から派生するかたちで、1965年ないし1966年より着手された。ASMSは1969年にはイージスシステム（AWS）と改称された。
1976年には基本設計が完了したものの、タイコンデロガ級ミサイル巡洋艦の建造開始には間に合わず、最初の5隻ではターター・システムと同じ連装式のMk.26が搭載された。その後、6番艦「バンカー・ヒル」より本機の搭載が開始された。

## 設計
現在世界でもっとも多く運用されている垂直発射装置である。典型的なVLSとして、弾薬庫が発射機を兼ねているほか、Mk 41固有の特徴として、複数種類のミサイルを同時に並行して収容し、任意のミサイルを迅速に発射できることから、複合的な脅威に対する優れた対応能力を有する。1秒に1発のミサイルを発射することができる。またミサイルあたりのコストはMk.26の半分程度であるほか、省力性にも優れ、タイコンデロガ級では、Mk.26搭載艦では11名必要とされていた科員がMk.41搭載艦では8名に削減されている。

### システム構成
Mk 41システムは、下表のように、垂直発射機を中核として、それを制御する発射管制装置（Launch Control Unit, LCU）などによって構成されており、構成機器等に応じて複数のバージョン（ベースラインやmodなど）に分けられる。
| 艦級               | ベースライン | mod | 発射管制装置   | 発射機                | 発射機                |
| ------------------ | ------------ | --- | -------------- | --------------------- | --------------------- |
| タイコンデロガ級   | IIA/III      | 0   | Mk 211 mod 0/1 | Mk 158 mod 0 (61セル) | Mk 158 mod 0 (61セル) |
| スプルーアンス級   | IIA/III      | 1   | Mk 211 mod 0/1 | Mk 158 mod 0 (61セル) | －                    |
| アーレイ・バーク級 | IIA/III      | 2   | Mk 211 mod 0/1 | Mk 158 mod 0 (61セル) | Mk 159 mod 0 (29セル) |
| アーレイ・バーク級 | IV/V         | 7   | Mk 211 mod 3   | Mk 176 mod 0 (64セル) | Mk 177 mod 0 (32セル) |
| アーレイ・バーク級 | VI/VII       | 15  | Mk 235 mod 0   | Mk 176 mod 2 (64セル) | Mk 177 mod 3 (32セル) |

ミサイルの弾薬庫と発射機を兼ねるケース（ミサイル・セルと呼称）を最小単位としており、これを8セル集めたのが1モジュールとなる。このうち、Mk 158/159発射機については、構成するモジュールのうち1つずつ、ミサイル・セル3つ分のスペースを使ってミサイル再装填用のクレーン（Replenishment handling system equipment）を設置した ストライク・ダウン・モジュールが組み込まれていた。しかし洋上でのミサイル再装填がきわめて困難であることから、Mk 176/177では組み込まれなくなった。
またその後、モジュール単位ではなく、単一のセルでの搭載が可能な機種（Single Cell Launcher：SCL）も開発されており、Mk 25キャニスターによるESSMの試射を成功させている。

### ミサイル・セル

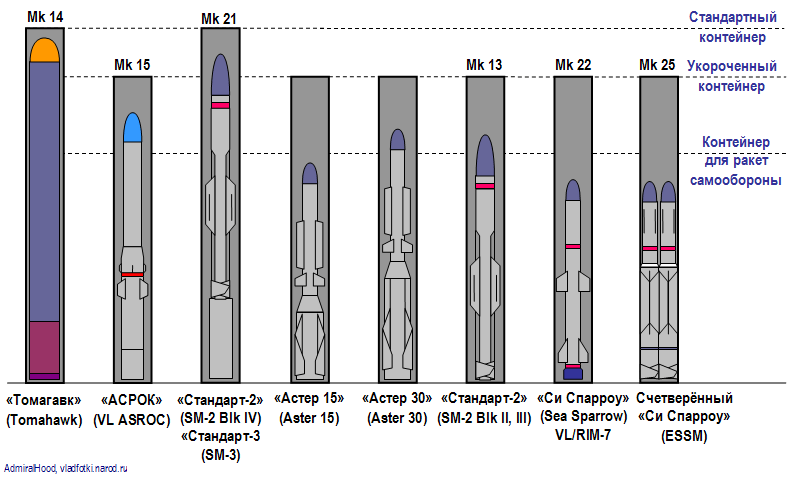
ミサイル・セルの高さとミサイルの種類。

ミサイル・セルには、全高が異なる3つの機種があり、大型なものほど、より多くの種類のミサイルを運用することができる。アメリカ海軍がこれまでに運用しているMk 41はいずれもStrike-Lengthモジュールを使用している。
Strike-Length
もっとも大型のモジュールで、全高は約7.7メートル（303インチ）、トマホーク巡航ミサイル、スタンダード SM-2/SM-6艦隊防空およびSM-3弾道弾迎撃ミサイル、シースパローおよびESSM個艦防空ミサイル、垂直発射式アスロック対潜ミサイルを運用することができる。
Tactical-Length
中型のモジュールで、全高は約6.8メートル（266インチ）、全高が大きいトマホーク巡航ミサイルや、スタンダードミサイルのなかでも大型であるSM-2ERやSM-3、SM-6は搭載できないが、それ以外のミサイルは運用できる。
Self-Defense
全高約5.3メートル（209インチ）。もっとも小型だが、Tactical Lengthモジュールと同様のミサイルを運用することができる。
また、それぞれのミサイルは、専用のキャニスターを介してミサイル・セルに収容される。Mk 13はスタンダードSM-2MR、Mk 14はトマホーク、Mk 15はVLA用のキャニスターであり、シースパロー/ESSM用のキャニスターとしては、1発のみ収容できるMk 22と、1セルに4発収容できるMk 25がある。また、弾体が大型化したスタンダードSM-2ERやSM-6、BMD用のSM-3を収容するためのMk 21も開発され、配備されている。

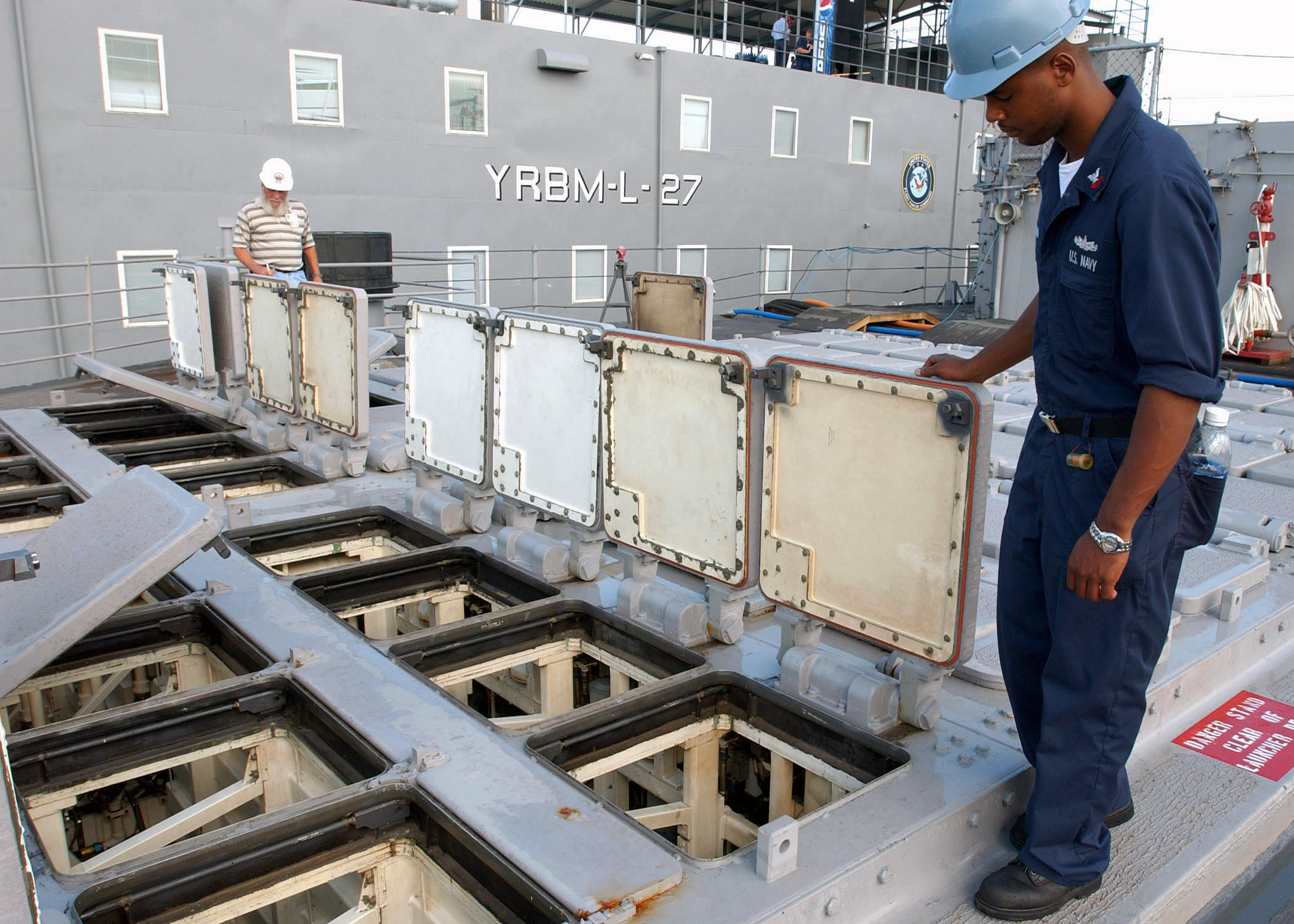
点検のためハッチを開口したMk 41
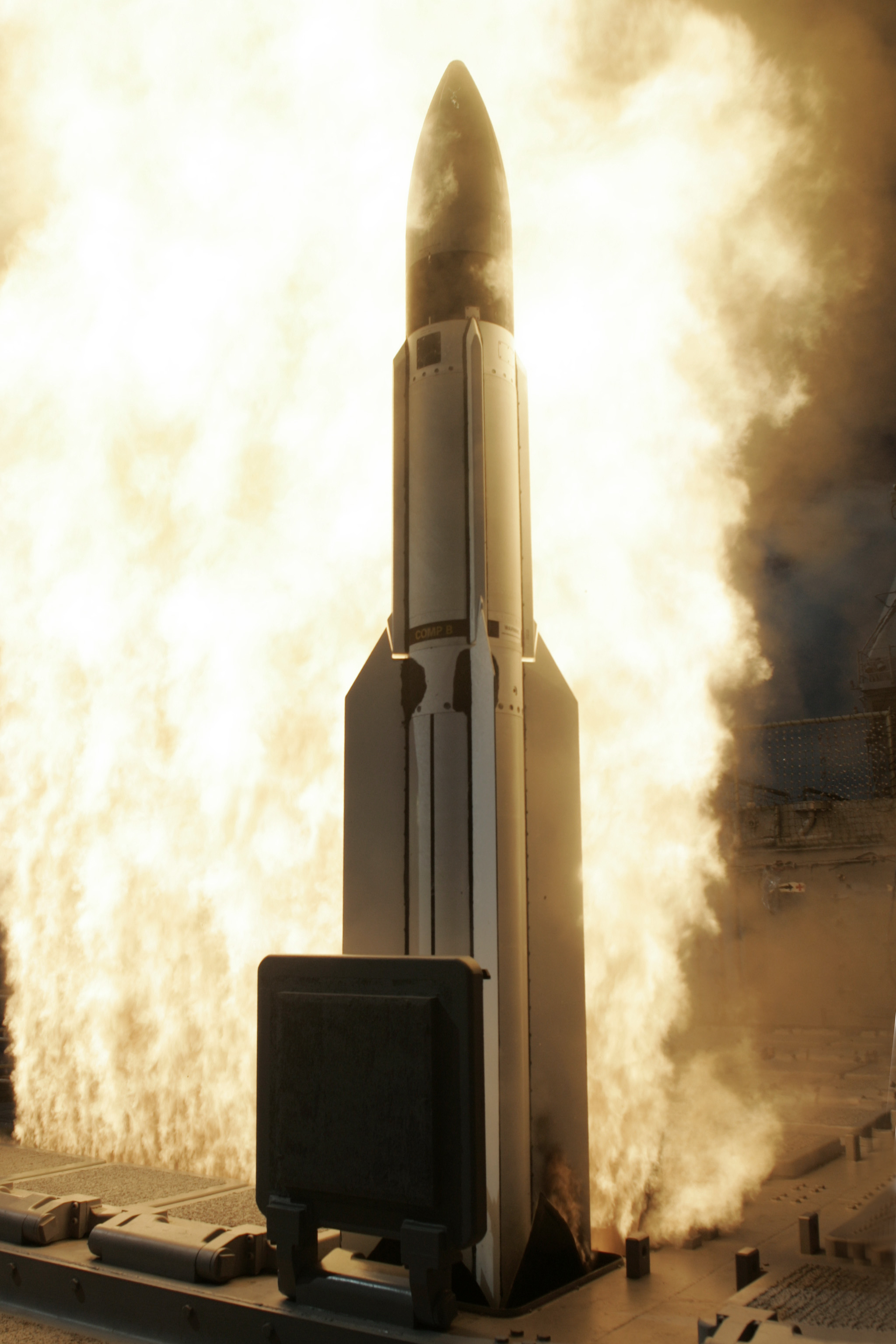
Mk 41より発射されるスタンダード SM-3
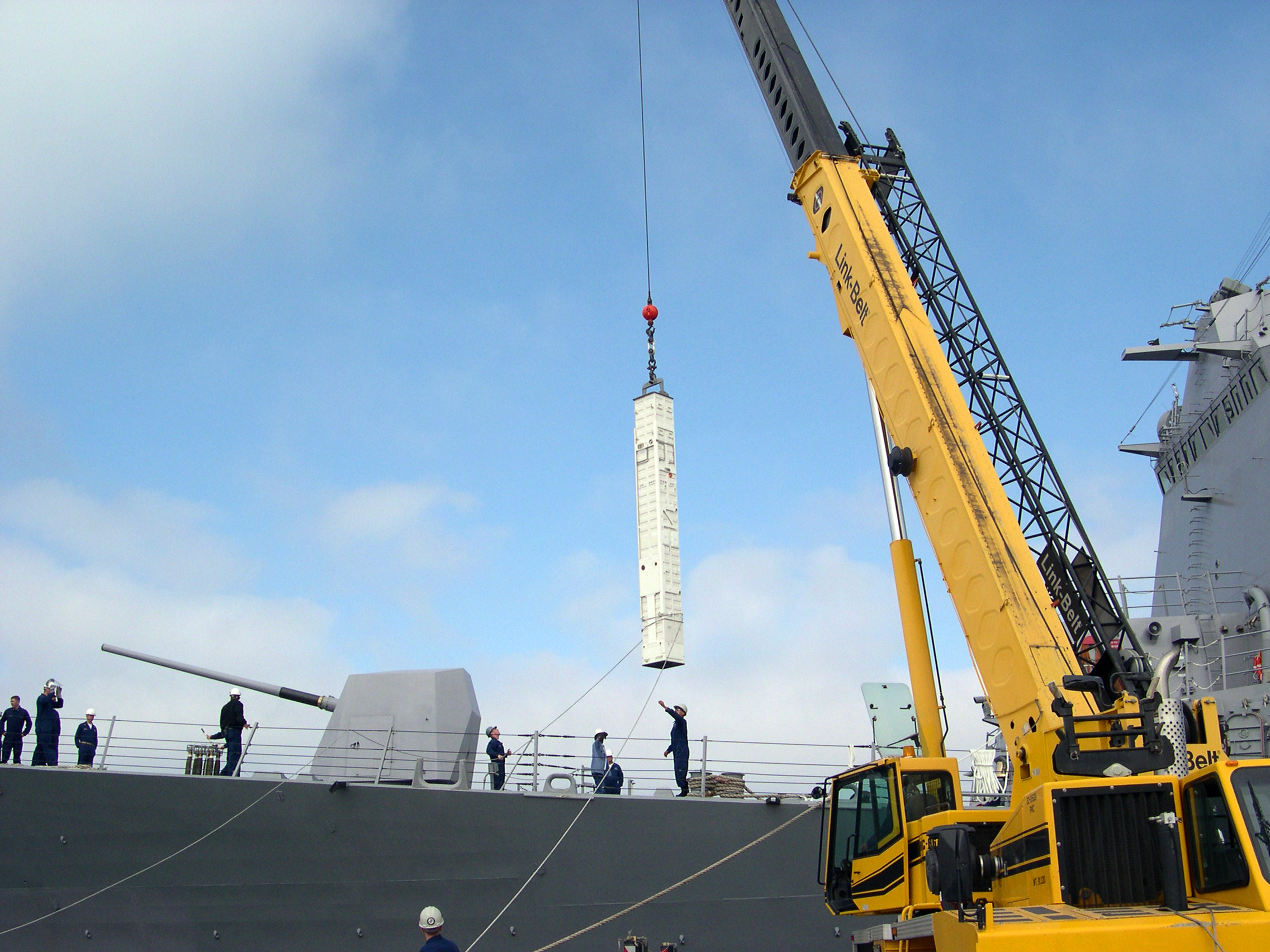
ESSMの装填
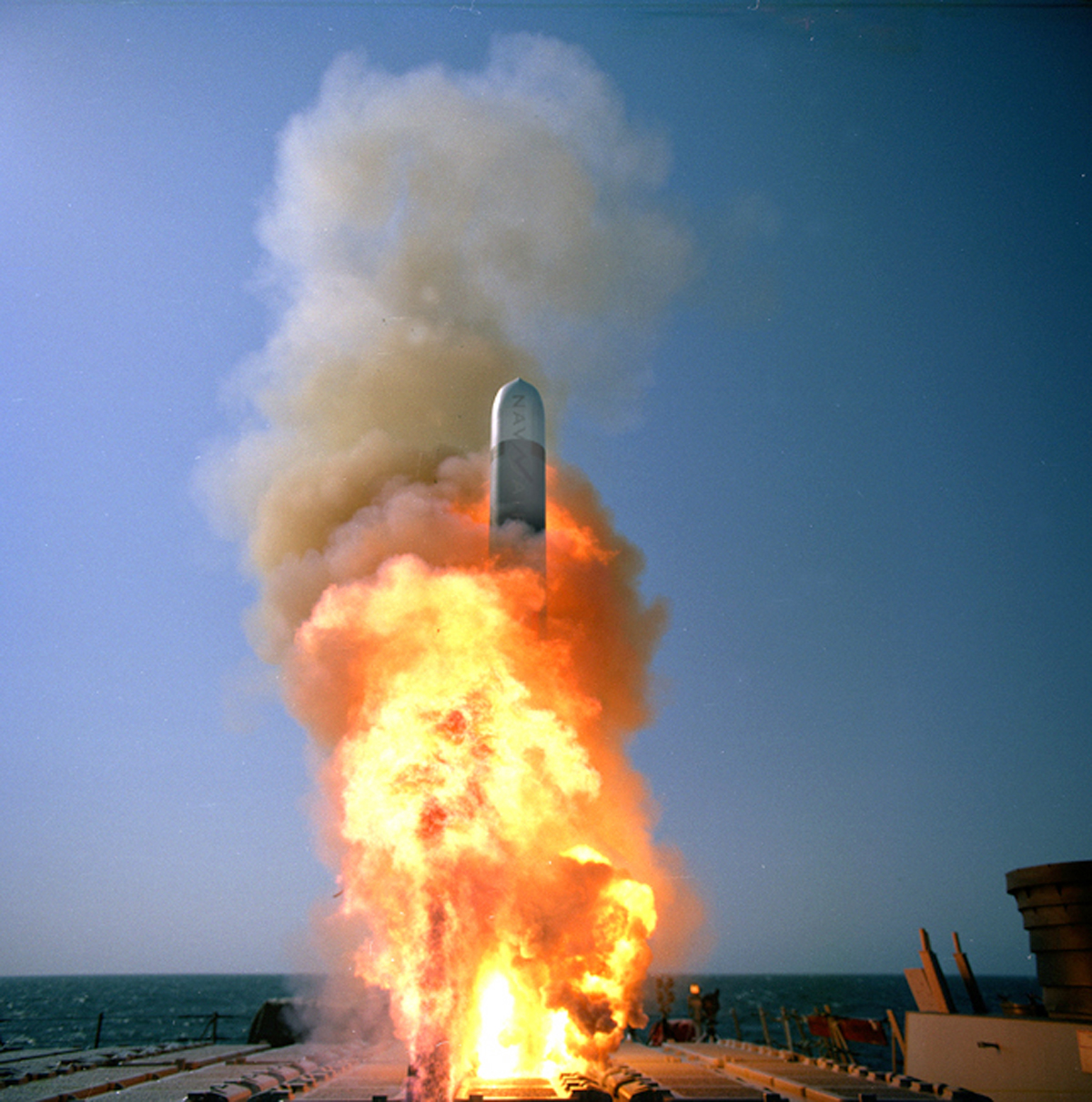
垂直発射されるタクティカル・トマホーク

## 運用と搭載艦
Mk 41を最も早く搭載したのはタイコンデロガ級ミサイル巡洋艦の6番艦「バンカー・ヒル」以降の艦で、上表の通り61セルのMk 158発射機2基を搭載し、Mk 41 VLSのシステム全体の呼称としてはMk 41 Mod 0とされている。続いて、スプルーアンス級駆逐艦の一部艦が前甲板のアスロック8連装発射機Mk 16にかえて61セルのMk 158発射機1基を搭載し、これはMk 41 Mod 1とされた。
またアーレイ・バーク級ミサイル駆逐艦では、設計時よりMk.41の搭載が前提となっていたため、その搭載するイージスシステムおよびトマホークシステムの重要なサブシステムと位置づけられて、セル数について徹底的な検討が行われたことが知られている。この結果、フライトI/IIではMk 41 Mod 2として、前甲板に29セル、後甲板に61セルを搭載した。
一方、カナダのイロクォイ級ミサイル駆逐艦は、1990年代初頭に行われたTRUMP改修によって29セルのMk 41を搭載し、アメリカ国外では初の搭載例となった。これは、スタンダード SM-2MRの運用にのみ用いられている。これに対し、1994年より就役を開始したドイツ海軍のブランデンブルク級フリゲートではシースパロー艦対空ミサイルの運用に用いられており、逆に1996年より就役を開始した日本のむらさめ型護衛艦においては、16セルで垂直発射式アスロック（VLA）の運用のみが行われており、艦対空ミサイルについては別に搭載した Mk 48 VLS16セルで運用している。たかなみ型護衛艦からは32セルのMk 41にまとめられた。
この他にも採用が相次ぎ、現在では11ヶ国の海軍で16クラス、173隻の艦艇に搭載されて運用されている。

### 搭載艦
アメリカ海軍
- スプルーアンス級駆逐艦
- タイコンデロガ級ミサイル巡洋艦
- アーレイ・バーク級ミサイル駆逐艦
- コンステレーション級ミサイルフリゲート
- DDG(X)

 イギリス海軍
- 26型フリゲート
- 31型フリゲート[注 1]

 オーストラリア海軍
- アンザック級フリゲート
- アデレード級フリゲート
- ホバート級駆逐艦
- ハンター級フリゲート

 オランダ海軍
- デ・ゼーヴェン・プロヴィンシェン級フリゲート

 海上自衛隊
- こんごう型護衛艦
- 試験艦「あすか」
- むらさめ型護衛艦
- たかなみ型護衛艦
- あたご型護衛艦
- ひゅうが型護衛艦
- あきづき型護衛艦（2代目）
- あさひ型護衛艦（2代目）
- まや型護衛艦
- もがみ型護衛艦[注 1]
- イージス・システム搭載艦
- 新型FFM

 カナダ海軍
- イロクォイ級ミサイル駆逐艦[注 2]

 スペイン海軍
- アルバロ・デ・バサン級フリゲート
- ボニファス級フリゲート

 タイ海軍
- ナレースワン級フリゲート
- プーミポン・アドゥンヤデート級フリゲート

 大韓民国海軍
- 李舜臣級駆逐艦
- 世宗大王級駆逐艦

 中華民国海軍
- 揚陸指揮艦「高雄市」(試験用)

 デンマーク海軍
- イーヴァル・ヒュイトフェルト級フリゲート

 トルコ海軍
- サーリヒレイス級フリゲート
- G級フリゲート[注 3]（旧O・H・P級ミサイルフリゲート）

 ドイツ海軍
- ブランデンブルク級フリゲート
- ザクセン級フリゲート
- ニーダーザクセン級フリゲート
- 127型フリゲート

 ニュージーランド海軍
- アンザック級フリゲート

 ノルウェー海軍
- フリチョフ・ナンセン級フリゲート

| mod | セル数        | 搭載例                                       |
| --- | ------------- | -------------------------------------------- |
| 0   | 122 （61+61） | タイコンデロガ級                             |
| 1   | 61            | スプルーアンス級                             |
| 2   | 90 （29+61）  | アーレイ・バーク級フライトI/II、こんごう型   |
| 4   | 16            | ブランデンブルク級                           |
| T   | 29            | イロクォイ級                                 |
| 5   | 8             | アンザック級                                 |
| 7   | 96 （32+64）  | アーレイ・バーク級フライトIIA （DDG-79－90） |
| 8   | 16            | サーリヒレイス級                             |
| 9   | 16            | むらさめ型                                   |
| 10  | 32            | ザクセン級                                   |
| 11  | 40            | デ・ゼーヴェン・プローヴィンシェン級         |
| 12  | 48            | アルバロ・デ・バサン級                       |
| 13  | 32            | 李舜臣級                                     |
| 15  | 96 （32+64）  | アーレイ・バーク級フライトIIA （DDG-91-）    |
| 16  | 8             | アデレード級                                 |
| 17  | 8             | 試験艦「あすか」                             |
| 18  | 32            | たかなみ型                                   |
| 20  | 96 （32+64）  | あたご型                                     |
| 22  | 16            | ひゅうが型                                   |
| 29  | 32            | あきづき型                                   |